# Jonas Knudsen
Jonas Hjort Knudsen (Esbjerg, 16 de setembro de 1992) é um futebolista dinamarquês que atua como lateral. Atualmente, joga pelo Malmö.

## Carreira
Foi convocado para defender a Seleção Dinamarquesa de Futebol na Copa do Mundo de 2018.